# Mvezo
Mvezo è un villaggio molto esteso di 810 abitanti situato sulle rive del fiume Mbashe nella regione di Umtata, il capoluogo del Transkei, nel sud est del Sudafrica. È principalmente noto per aver dato i natali a Nelson Mandela, che vi trascorse i primi 22 anni della sua vita.